# Лезірія-ду-Тежу
Субрегіон Лезірія-ду-Тежу (порт. Lezíria do Tejo (subregião)) — економіко-статистичний субрегіон в центральній  Португалії. Входить до складу регіону Алентежу. Включає в себе частину округу Сантарен і одну громаду округу Лісабон. 
Територія — 4 007 км². Населення — 240 832 особи. Густота населення — 60,1 осіб/км. 

## Географія
Субрегіон межує: 
- на півночі — субреґіони Пиньял-Літорал та  Медіу-Тежу
- на сході — субрегіон Алту-Алентежу
- на півдні — субреґіони Алентежу-Сентрал та  Півострів Сетубал
- на заході — субреґіони  Великий Лісабон та  Оеште

## Громади
Субрегіон включає в себе 11 громад: 

### Громади округу Сантарен
- Алмейрім
- Алпіарса
- Бенавенте
- Голеган
- Карташу
- Коруше
- Ріу-Майор
- Салватерра-де-Магуш
- Сантарен
- Шамушка

### Громади округу Лісабон
- Азамбужа

| Португалія | Це незавершена стаття з географії Португалії. Ви можете допомогти проєкту, виправивши або дописавши її. |